# Гиант
Гиант, также Гиас (др.-греч. Ὑας) — персонаж древнегреческой мифологии: сын Атланта и Плейоны (либо, по Мусею, Атланта и океаниды Эфры). Брат Гиад и Плеяд; либо отец Гиад.
Его убил кабан или лев: сёстры оплакивали его и умерли от слез, став звёздным скоплением. Согласно Овидию, его убила ливийская львица. Согласно Гесиоду, его убила змея, когда он охотился в Ливии.

## Прочее
- В "Энеиде" Гиас - имя троянца, спутника Энея